# Mastodon (программное обеспечение)
Mastodon — свободная платформа с открытым исходным кодом для создания децентрализованных социальных сетей с функциональностью микроблогинга. Mastodon работает по принципу федеративной сети, состоящей из независимых друг от друга и отдельно управляемых серверов, взаимодействующих друг с другом по протоколу ActivityPub, что даёт пользователям разных узлов Mastodon возможность взаимодействовать между собой в рамках системы Fediverse. На каждом экземпляре Mastodon устанавливаются свои собственные правила модерации и рекомендации по содержанию публикаций, что отличает данную платформу от централизованно-управляемых социальных сетей. 
Видимые другим участникам краткие сообщения пользователей - называются «гудками» («toots»), которые могут иметь свои индивидуальные настройки конфиденциальности. Несмотря на то, что от сайта к сайту они могут варьироваться, обычно они предполагают следующие варианты:
- Прямой обмен сообщениями;
- Сообщения только для подписчиков;
- Также общедоступные сообщения, как попадающие в общую ленту, так и игнорируемые ею.

Впервые выпущенная в 2016 году Евгением Рочко, Mastodon позиционировала себя как альтернативу мейнстримным социальным сетям, в особенности для пользователей, заинтересованных в децентрализованных, управляемых сообществом пространствах. Платформа пережила несколько всплесков популярности: после приобретения Twitter Илоном Маском в 2022 году, из-за чего некоторые пользователи начали поиск альтернатив Twitter. Переход пользователей в Mastodon является частным от общего перехода пользователей в децентрализованные социальные сети, такие как Bluesky и Lemmy.
Mastodon делает упор на приватность пользователей и гибкость модерации, предоставляя администраторам такие инструменты для публикаций как гранулярная настройка их видимости и возможность делать уведомления о потенциально небезопасном контенте, а также продвигая подход к локальной модерации сообществом пользователей данного узла. Программное обеспечение написано на Ruby on Rails и Node.js, а веб-интерфейс платформы выполнен на базе React и Redux. ПО поддерживает совместную работу с прочими ActivityPub-совместимыми платформами, например Threads, а также использование сторонних клиентов на ПК и мобильных устройствах.

## Функциональность и характеристики
Серверы Mastodon обмениваются данными друг с другом по протоколу ActivityPub. Благодаря этому любой пользователь Mastodon может общаться с пользователями любых других серверов в Fediverse, поддерживающими протокол ActivityPub. Ранее для обмена данными также использовался протокол OStatus, но в версии 3.0.0 его поддержка была прекращена.

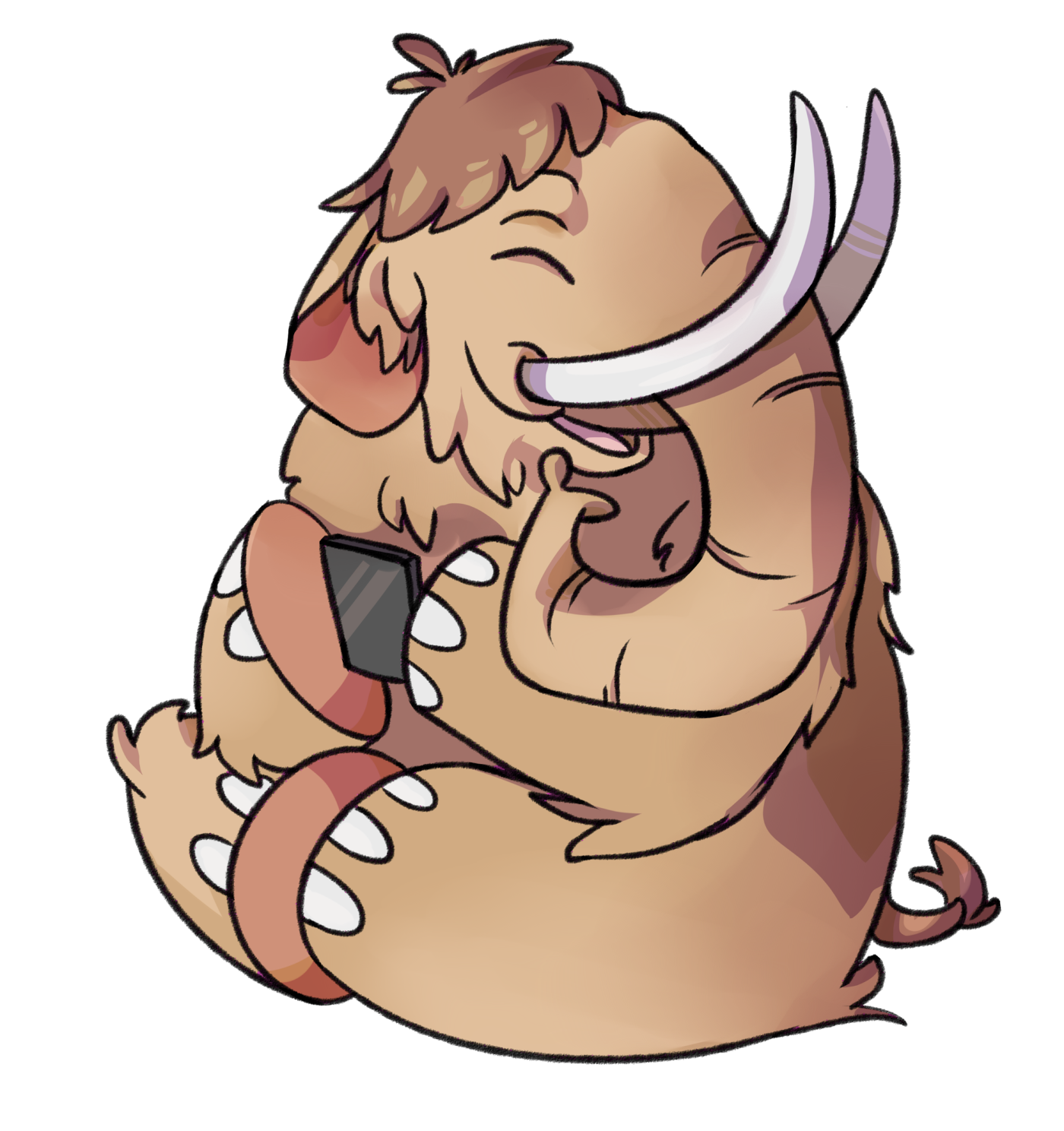
Маскот Mastodon со смартфоном

Mastodon использует пользовательский опыт TweetDeck с его краткими пользовательским сообщениями, видимыми другим пользователям. По сравнению с Twitter максимально допустимое число знаков в одном сообщении увеличено с 280 до 500, а сообщения в Mastodon называются не «твиты», а «гудки» («toots»).
Выбирая конкретный сервер Mastodon, он же «узел», пользователи к нему присоединяются вместо того, чтобы использовать единственный веб-сайт или приложение. Узлы соединены друг с другом, и каждый сервер имеет свои собственные правила, может по-своему управлять правами пользователей, обмениваясь сообщениями пользователей с другими экземплярами. 545 000+ пользователей находились на крупнейшем действующем узле (исключая Gab), Pawoo, в мае 2019. На некоторых узлах собираются пользователи по интересам, таким как интернет-мемы, Minecraft или технологии.
Набор параметров конфиденциальности доступен для каждого отдельного сообщения, и пользователи могут сами решать, будет ли их сообщение общедоступным или конфиденциальным. Первые сообщения видны в глобальной ленте, она же временная шкала (timeline), в то время как конфиденциальные сообщения получают только подписчики пользователя в свои ленты. Маркировки сообщений как отсутствующих во временных шкалах или для конкретных пользователей также допустимы. Отметить свою учётную запись полностью конфиденциальной волен любой пользователь сети. Необязательная характеристика «осторожно, контент!» для сообщений во временной шкале предупреждает о необходимости кликнуть контент, чтобы показать сообщение целиком. В Mastodon это применяется для публикации спрятанного текста, для разных предупреждений и контента, неподходящего для работы (NSFW), хотя некоторые учётные записи используют эту функцию для скрытия ссылок и мыслей, которые другие могут не захотеть читать.
Сбор сообщений в Mastodon происходит в локальной и федеративной лентах. Локальная лента показывает сообщения пользователей единственного узла, тогда как федеративная лента делает это для всех известных узлов Fediverse. Формат имен пользователей, похожих на полные адреса электронной почты, позволяет общаться пользователям подключенных друг к другу экземпляров.
Отличия в подходе к борьбе с домогательствами, являющимися одной из крупнейших проблем пользователей Twitter, смогли описать журналисты в начале 2017. Mastodon использует механизм коллективной модерации, позволяющий на каждом экземпляре ограничивать или отфильтровывать нежелательные виды контента. На флагманском экземпляре Mastodon.social, например, запрещен контент, несанкционированный в Германии или Франции, включая нацистскую символику, отрицание и оправдание холокоста. Некоторые другие узлы тоже так делают. Узлы также могут ограничивать или отфильтровывать сообщения с оскорбительным контентом. По мнению Евгения Рочко, основателя Mastodon, полицейские функции осуществляются более эффективно в маленьких закрытых сообществах, по сравнению с борьбой с токсичным поведением служб безопасности больших компаний. Помимо этого, пользователи могут блокировать и сообщать о других администраторам, как это сделано в Twitter.

### Выпущенные версии
Сотый выпуск Mastodon, совпавший с выходом версии 2.5 в сентябре 2018, был отмечен переработкой веб-интерфейса. Затем, в конце октября, вышел Mastodon 2.6, в котором появились возможности верификации профилей, а также предварительный просмотр по ссылкам изображений и видео. В январском выпуске 2019 года версии 2.7 появилась возможность искать одновременно по нескольким хэштегам, тогда как ранее была возможность искать только по одному хэштегу. Также в этой версии были расширены возможности модерации для серверных администраторов и модераторов, в то время как специальные возможности, такие как повышенная контрастность для пользователей с проблемами со зрением, были удалены. Затем появилась возможность для пользователей создавать и участвовать в опросах, а также была добавлена новая система регистрации по приглашениям. Это случилось в апрельском выпуске 2019 года. Наконец, с майским выпуском 2019 года добавлено размытие откровенного медиа-контента при помощи алгоритма blurhash.
Наиболее существенной прибавкой в функциональности Mastodon в июне 2019 стал дополнительно поставляемый одноколонный интерфейс, появившийся в версии 2.9. Он стал применяться по умолчанию для всех новых пользователей, однако оригинальный многоколонный интерфейс все еще можно вернуть в настройках Mastodon.
В августе 2020 вышел Mastodon 3.2, включающий переработанный аудио плеер с настраиваемыми миниатюрами и новой возможностью добавлять в его профиль персональные заметки.
В июле 2021 вышел официальный клиент для устройств п/у iOS. По некоторым данным, его выпуск (наряду с некоторыми другими мероприятиями) был направлен на привлечение новых пользователей.

## Технология
Mastodon написан как веб-приложение с открытым исходным кодом для федеративного микроблогинга, в которое каждый может внести свой код, и которое каждый может при желании запустить на своей серверной инфраструктуре, либо присоединиться к серверам, запущенным другими людьми в федеративной сети. Его серверная часть разработана на Ruby on Rails и Node.js, а клиентская часть написана на React.js и Redux. Начиная с версии 1.6 сервис совместим, с теми платформами, которые используют стандарт ActivityPub, а до версии 3.0.0 был совместим с федеративной социальной сетью GNU social и другими платформами OStatus.
Клиентские приложения (мобильные, настольные или альтернативные веб-клиенты), взаимодействующие с Mastodon API, доступны для целого ряда систем, включая Android, iOS, SailfishOS и Windows Mobile.

## Распространение
В конце марта и начале апреля 2017 сервис начал расширяться, хотя первый выпуск Mastodon состоялся в октябре 2016. Как писал The Verge, сообщество тогда было маленьким и не привлекало пользователей Twitter. Количество пользователей сильно возросло с 766,500 в августе 2017 до 1 миллиона в декабре 2017. В ноябре 2017 к Mastodon присоединились художники, писатели и предприниматели, такие как Чак Вендиг, Джон Скальци, Мелани Гиллман и позднее Джон О’Нолан. Ещё один всплеск популярности произошел в марте-апреле 2018 года, из-за беспокойства о конфиденциальности пользователей, вызванного усилиями #deletefacebook.
Mastodon имеет большую базу пользователей; в частности, по состоянию на февраль 2019 говорящих по-японски пользователей — более 250000.
Mastodon, наряду с рядом других альтернативных сайтов социальных сетей, увидел большой прирост пользователей, получив тысячи новых членов в течение нескольких часов по сравнению с десятками за несколько дней до этого, после объявления Tumblr о намерении в начале декабря 2018 года запретить весь конфиденциальный контент на своем сайте.
Многие индийские пользователи, симпатизирующие левым, перешли с Twitter на Mastodon после жалоб на то, что Twitter модерирует только аккаунты низших каст.

### Форки
В 2017 году Pixiv запустила «Pawoo» — социальную сеть, основанную на технологии Mastodon. Впрочем, в дальнейшем (в 2019 году) сервис был приобретен другой японской компанией, Russel.
В апреле 2019 производитель компьютеров Purism выпустил Mastodon-форк, названный Librem Social.
Gab, социальная сеть с базой ультраправых пользователей, поменяла свою программную платформу на форк Mastodon и стала крупнейшим узлом Mastodon в июле 2019. Габовская адаптация Mastodon позволяет её пользователям иметь доступ из сторонних приложений, хотя четыре из них заблокировали Gab вскоре после этого. В свою очередь Mastodon утверждал, что «он полностью противоположен проекту Gab и его философии», и осуждал Gab за его попытки «монетизировать и продвигать расистский контент, прикрытый знаменем свободы слова», а также «за продажу базовых возможностей, бесплатно предоставляемых в Mastodon».
В октябре 2019 Fourth Estate Public Benefit Corporation (международная беспартийная правозащитная членская организация, посвященная сильной свободной прессе) выпустила форк Mastodon под именем Civiq.Social.
В сентябре 2020 года для индийских пользователей был запущен проект социальной сети Tooter, являющийся форком или производным от Mastodon.